# David Lowe (nadador)
David Lowe (Zimbabue, 28 de febrero de 1960) es un nadador británico  de origen zimbabuense retirado especializado en pruebas de estilo libre y estilo mariposa, donde consiguió ser medallista de bronce olímpico en 1980 en los 4x100 metros estilos.

## Carrera deportiva
En los Juegos Olímpicos de Moscú 1980 ganó la medalla de bronce en los relevos de 4x100 metros estilos, con un tiempo de 3:47.71 segundos, tras Australia (oro) y la Unión Soviética (plata), siendo sus compañeros de equipo los nadadores: Gary Abraham, Duncan Goodhew, Martin Smith, Paul Marshall y Mark Taylor.